# Apache HTTP Server
Apache, eller httpd är en fri webbserver utvecklad av Apache Software Foundation. Det är världens mest använda webbserver och finns tillgänglig till många operativsystem, bland andra FreeBSD, GNU/Linux och Windows. 
Apache introducerades 1995 och baserades på populära NCSA HTTPd 1.3 och är nu den mest använda webbservern i världen. Den används i strax över 60 % av Internets webbservrar (räknat i antal domännamn). Apache webbserver används av 56,28 % av den totala registrerade svenska domäner.
En av anledningarna till dess popularitet är att Apache är gratis att använda. Dessutom är källkoden öppen, vilket gör det möjligt att anpassa och modifiera webbservern fritt.
Apache står under Apache-licensen. Apache-licensen är en öppenkällkods-licens, som inte är kompatibel med GPL-licensen.

## Namnet
Namnet sägs komma från uttrycket "a patchy server". När Apache började utvecklas utgick man från programmet NCSA web server som man patchade mer och mer. Eftersom mjukvaran bestod till största delen av dessa patchar kallades den alltså för en patchad server. Teamet bakom Apache server har tidigare hävdat att namnet inte har något med indiangruppen Apacherna att göra. Kanske ville man undvika tvister angående rättigheten till namnet genom att ensidigt hålla fast vid ett alternativt ursprung till namnet. Numera hävdar "The Apache Software Foundation" att man valde namnet för att hedra indiangruppen Apache, och att även om man kände till uttrycket "a patchy server" så var det inte ursprunget. 
Man har också ändrat loggan till en indianfjäder.

## Teknik
Apache är en tråddriven webbserver, vilket betyder att Apache handhar en uppsättning mjukvarutrådar som är färdiga att hantera inkommande förfrågningar. (I Unix-liknande system används en processdriven variant.) När en förfrågning om en fil anländer till webbservern hanteras förfrågningen av en av de lediga trådarna. Apache har en begränsning av antalet trådar som samtidigt får köras i systemet. Om det maximala antalet aktiva trådar är uppnått, avvisas ytterligare förfrågningar från systemet.